# Розподілений бреггівський відбивач

Часороздільна модель імпульсу, що відбивається від бреггівського дзеркала

Розподілений бреггівський відбивач (РБВ) — відбивач, який використовують у хвилеводах, наприклад, оптичних волокнах. Це структура, утворена з чергуваннеям кількох шарів матеріалів із різними показниками заломлення або періодичним зміненням деякої характеристики (наприклад, висоти) діелектричного хвилеводу, що призводить до періодичної зміни ефективного показника заломлення у хвидеводі. Кожна межа шару викликає часткове відбиття і заломлення світлової хвилі. Для хвиль, довжина хвилі у вакуумі яких у чотири рази перевищує оптичну товщину шарів, між цими променями виникає максимум інтерференції, тому шари діють як високоякісний відбивач. Діапазон довжин хвиль, які відбиваються, називають фотонною смугою затримання. У цьому діапазоні довжин хвиль світлу «заборонено» поширюватися в структурі.

## Відбивна здатність

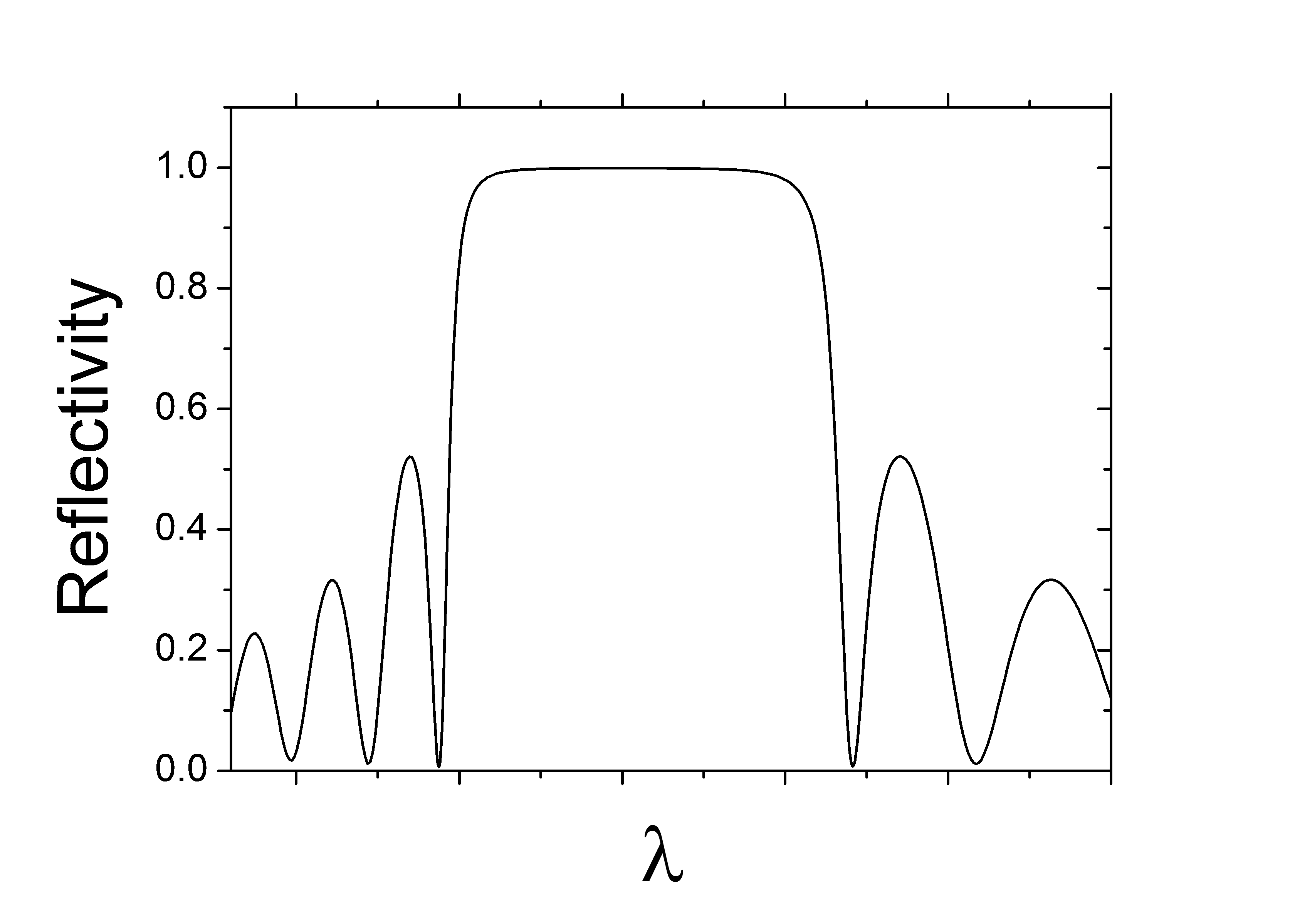
Розрахункова відбивна здатність схематичної структури РВБ

Відбивна здатність РБВ {\displaystyle R} для інтенсивності приблизно дорівнює
{\displaystyle R=\left[{\frac {n_{o}(n_{2})^{2N}-n_{s}(n_{1})^{2N}}{n_{o}(n_{2})^{2N}+n_{s}(n_{1})^{2N}}}\right]^{2},}
де {\displaystyle n_{o},\ n_{1},\ n_{2}} і {\displaystyle n_{s}\,} — відповідні показники заломлення початкового середовища, двох матеріалів, що чергуються, і кінцевого середовища (тобто основи або субстрату); {\displaystyle N} — кількість повторюваних пар матеріалу з низьким/високим показником заломлення. Ця формула передбачає, що всі повторювані пари мають товщину чверті хвилі (тобто {\displaystyle nd=\lambda /4}, де {\displaystyle n} — показник заломлення шару, {\displaystyle d} — товщина шару, а {\displaystyle \lambda } це довжина хвилі світла).
Смугу частот {\displaystyle \Delta f_{0}} фотонної смуги затримання можна розрахувати за допомогою
{\displaystyle {\frac {\Delta f_{0}}{f_{0}}}={\frac {4}{\pi }}\arcsin \left({\frac {n_{2}-n_{1}}{n_{2}+n_{1}}}\right),}
де {\displaystyle f_{o}} — центральна частота діапазону. Ця конфігурація дає найбільший можливий коефіцієнт {\displaystyle {\frac {\Delta f_{0}}{f_{0}}}}, якого можна досягти з цими двома значеннями показника заломлення.
Збільшення кількості пар у РБВ збільшує відбивну здатність дзеркала, а збільшення контрасту показника заломлення між матеріалами у бреггівських парах збільшує як відбивну здатність, так і ширину смуги. Поширеною парою матеріалів є діоксид титану (n ≈ 2,5) і діоксид кремнію (n ≈ 1,5). Підставивши у формулу вище, отримаємо ширину суги приблизно 200 нм для світла з довжиною хвилі 630 нм.
Розподілені бреггівські відбивачі є критично важливими компонентами поверхнево-випромінювальних лазерів із вертикальним резонатором та інших типів лазерних діодів із вузькою смугою, таких як лазери з розподіленим зворотним зв'язком і лазери з розподіленим бреггівським відбивачем. Їх також використовують для формування резонатора (або оптичного резонатора) у волоконних лазерах і лазерах на вільних електронах.

### Відбивна здатність у режимах TE і TM

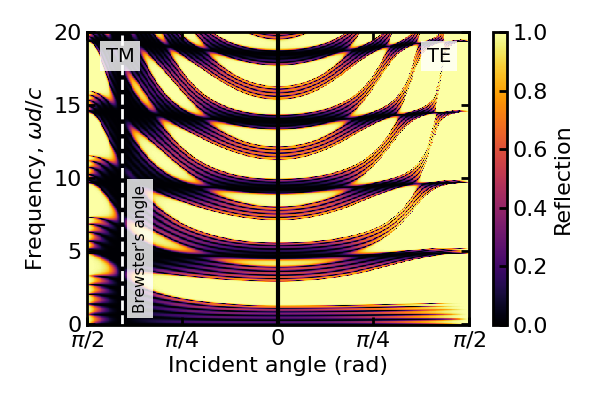
Схема повного відбиття як функція кута падіння та безрозмірної частоти. Параметри систем: ε = (11.4, 1.0), період одного шару d = 0.2 + 0.8 = 1, загальна кількість періодів 6. Ліва половина представляє відбиття TM із кутом Брюстера, показаним білою пунктирною лінією, права половина представляє відбиття TE.

Розглянемо взаємодію світла з поперечною електричною (ПЕ) та поперечною магнітною (ПМ) поляризацією зі структурою РБВ за кількох довжин хвиль і кутів падіння. Відбивну здатність структури РБВ (описана нижче) розраховано за допомогою методу матриць переходу (ММП), де тільки мода ПЕ сильно відбивається цим стеком, тоді як моди ПМ пропускаються. Це також показує, що РБВ діє як поляризатор.
Для падіння ПЕ і ПМ маємо спектри відбиття стека РБВ, що відповідає 6-шаровому пакету з діелектричним контрастом між повітряним і діелектричним шарами 11,5. Товщина повітряного та діелектричного шарів становить 0,8 і 0,2 періоду відповідно. Довжина хвилі на малюнку кратна періоду комірок.

## Бреггівські відбивачі на основі біотехнологій
Бреггівські відбивачі на основі біотехнологій — це одновимірні фотонні кристали, створені за мотивами природи. Відбиття світла від такої наноструктурованої матерії спричиняє структурне забарвлення. Виготовлені з мезопористих оксидів металів або полімерів, ці пристрої можна використовувати як недорогі датчики пари/розчинників. Наприклад, колір цих пористих багатошарових структур змінюватиметься, коли речовина, що заповнює пори, замінюється іншою (наприклад, повітря замінюється водою).